# Забегайлов, Юрий Петрович
Юрий Петрович Забегайлов (28 января 1922 — 1 мая 2000) — советский военный деятель, командующий 43-й ракетной армией РВСН, генерал-полковник (1979). Депутат Верховного Совета Украинской ССР 9-го созыва.

## Биография
Родился 28 января 1922 года в городе Пушкин Ленинградской области. В 1939 году окончил Ленинградскую специальную среднюю школу.
С 1939 года служил в Красной армии. Окончил артиллерийскую спецшколу. В 1941 году окончил 3-е Ленинградское артиллерийское училище. Великую Отечественную войну встретил на должности командира взвода. Воевал на Ленинградском, Волховском, Карельском фронтах.
В качестве помощника начальника оперативного отделения штаба артиллерии 1-го Дальневосточного фронта принимал непосредственное участие в планировании и проведении операции по ликвидации манчжурской группировки японцев.
В 1950 году окончил Военную академию имени М. В. Фрунзе.
Член ВКП(б) с 1950 года.
Проходил службу в Приморском и Дальневосточном ВО. Командовал гаубичной артиллерийской бригадой, отдельной бригадой тяжёлой реактивной артиллерии.
В 1962 году окончил Военную академию Генерального штаба и был назначен на должность дежурного генерала Центрального командного пункта РВСН. В сентябре того же года назначается командиром 31-й гвардейской ракетной дивизии (г. Пружаны).
В 1965 году назначается заместителем командующего 50-й ракетной армией (г. Смоленск) по боевой подготовке.
С июня 1970 по июль 1974 года — командующий 53-й ракетной армией (г. Чита).
С июля 1974 по декабрь 1975 года — командующий 43-й ракетной армией (г. Винница).
С декабря 1975 по сентябрь 1982 года — заместитель Главнокомандующего Ракетными войсками по военно-учебным заведениям — начальник военно-учебных заведений Ракетных войск.
В 1982 году вышел в отставку. Работал старшим научным сотрудником Военно-энциклопедического управления Института военной истории МО СССР.
Умер 1 мая 2000 года в Москве. Похоронен на Троекуровском кладбище.

## Награды
- Орден Ленина (1974)
- Орден Красного Знамени (1945)
- Два ордена Отечественной войны 1-й степени (1944, 1985)
- Орден Отечественной войны 2-й степени (1944)
- Два ордена Трудового Красного Знамени (1968, 1978)
- Два ордена Красной Звезды (1943, 1954)
- Медали.